# Радослав Павловић
Радослав Павловић (умро 1441) био је кнез, а потом и војвода из властелинске породице Павловића која је имала своје поседе у источним деловима краљевине Босне. После убиства његовог оца Павла Раденовића (?—1415) на Пареној пољани код Бобовца 1415. године заједно са старијим братом Петром (1415 — 1420) отпочиње рат против Сандаља Хранића (1392—1435) и Косача као одговорнима за то. После погибије старијег брата Петра сукобу са Османлијама 1420. године, преузима титулу војводе и вођство над Павловићима. Окончао је сукобе са Косачама и оженио се Теодором, ћерком Вукца Хранића и сестром будућег вође Косача Стефаном (1435—1466) са којом је имао три сина. Свој део Конавља је 1426. године продао Дубровачкој републици за 18.000 перпера, али је већ 1430. године отпочео тзв. (први) Конављански рат око продатих територија који се окончао 1432. године признавањем стања са почетка сукоба. Пробао је 1435. године да се после смрти војводе Сандаља Хранића (1392—1435) окористи новонасталом ситуацијом, али је у сукобу са братом своје жене Стефаном изгубио јужне делове своје земље са Требињем. Умро је 1441. године, а наследио га је син Иваниш (1441—1450).

## Прве године владавине
Након завршетка рата са Угарском, године 1416. одржан је састанак у Сутјесци на коме је, за време шетње, убијен Павле Раденовић од стране људи Сандаља Хранића и Вукмира Златоносовића. Павлов син Петар одведен је у Бобовац где је требало да буде ослепљен. Не зна се како су подељене земље Павла Раденовића; зна се само да је Златоносовићу намењено Олово. Петар није ослепљен већ одведен у главни град Павловића, Борач. Павле је имао и млађег сина Радослава. Не зна се како се Петар успео ослободити. Сандаљ је новембра 1415. угрожен од Павловића. О ставу Хрвоја Вукчића Хрватинића нема вести. Већ априла 1416. године он је умро. Поставило се питање његовог наследника. Хрвојев син Балша умро је после неколико месеци владавине. Мали део Хрвојевих територија наследио је његов синовац Ђурађ Војсалић, син Војислава Хрватинића. Највећи део преузео је краљ Остоја који се развео од своје жене Кујаве и на лето 1416. године оженио Хрвојевом удовицом Јеленом. Јелена је пре удаје град Омиш дала своме брату Иванишу Нелипчићу. Султан Мехмед I појавио се крајем 1416. године у Босни где је посредовао у склапању мира међу својим вазалима. Остоја је оптужен да је погазио вјеру господску убиством Павла Раденовића, али је успео да побегне и избегне заробљавање. Пришао је Сандаљу који се борио против Мехмедових вазала Павловића. Сандаљ је у рату са Павловићима (које су подржавали Турци) изгубио готово све поседе у Приморју сем Драчевице са Новим. Остоја је умро септембра 1418. године. Турци су променили страну и помогли Сандаљу да делимично поврати територије у Приморју. Повратио је своју половину Конавла. За новог краља изабран је Остојин син Стефан. Сандаљ је настојао да Дубровчанима прода своју половину Конавла. Договор је и постигнут. Конавли су продати за 12.000 дуката и 500 перпера годишњег трибута. Међутим, чим су Дубровчани преузели Конавли, плануо је устанак који је брзо угушен, али се дубровачка власт није учврстила. Стефан Остојић је децембра 1418. године издао повељу којом је потврдио дубровачко поседовање целог Конавла, заједно са градом Соко.
Јануара 1420. године скопски намесник Исак продро је у Босну и нападао је и Сандаља и Петра. Петар је крајем јануара страдао у борби са Турцима. Сандаљ је то искористио да поседне Петрову половину Конавла заједно са Соком. Повратио је власт над Поповим Пољем, а Гргур Николић је побегао у Дубровник. Сандаљ је повратио ранију снагу и супротставио се краљу Стефану. Октобра 1420. године склопљен је мир са Радославом Павловићем који је подржао долазак краља Твртка у земљу. Остојић је средином 1420. године формално свргнут. Тиме се прекидају све вести о њему. Умро је пре 1422. године. Твртко је средином 1421. године крунисан за краља Босне. Мир између Хранића и Павловића је склопљен 1423. године, а Сандаљ је Дубровчанима вратио град Соко. Павловић се ородио са Косачама. Оженио се Теодором, ћерком Сандаљевог брата Вукца.

## Први конаваоски рат
Дубровачка влада је почетком 15. века настојала да добије плодну жупу Конавли. Први период преговора са Радославом Павловићем прекинут је Радослављевом оптужбом и предајом Сокола (1421). Сукоб између Радослава и Сандаља Хранића завршен је 1423. године помирењем и предајом Сокола Дубровнику. Дубровчани и Радослав тада су обновили мир и преговоре око уступања Конавла, али опет без резултата. Радослав је тек 1426. године пристао да прода Дубровчанима Конавли јер се нашао у финансијској оскудици. Успео је да истера далеко већу цену него што је Сандаљ узео са своју половину — 13.000 дуката и 600 перпера годишњег дохотка. Његова половина била је и вреднија због Цавтата, али је Сандаљ ипак протестовао и изборио се за то да му се накнадно исплати још 2000 дуката. Тешкоће у односима са Радославом отпочеле су на јесен 1429. године. Војвода је, без икаквих докумената, тврдио да му неколицина Дубровчана дугује новац и тражио је од дубровачке владе да обезбеди наплату. Октобра 1429. године он је запленио један дубровачки караван са тканинама одговарајући на ћутање дубровачке владе. На жалбе је љутито одговарао да ће вратити и тканине и повеље, што је значило прекид односа. Дубровчани су забранили трговину на земљи Павловића и покушавали су да га смире. Као повод за нове протесте послужила је одлука Дубровчана да прокопају танку превлаку која је Цавтат спајала са копном. Тако би од града направили мало острво које се може лакше бранити. У пролеће 1430. године пронео се глас да ће Радослав напасти Дубровник. Непријатељства су започела априла исте године. Први конаваоски рат трајао је две године (1430–1432).
Босански краљ осудио је војводин поступак, али није могао ништа да учини јер је Радослав уживао подршку султана. Дубровчани су одбијали да се сами појаве на Порти плашећи се да ће бити подвргнути плаћању харача. Више су волели да други посредују за њих. Сада су настојали да склопе савез са Твртком и Сандаљем против Радослава и да се са султаном договоре око куповине Радославових територија за 70.000 дуката. Преговори нису успели.
Дубровчани су у Првом конаваоском рату показали више снаге и иницијативе него у било ком њиховом познатом рату. Најамничка војска нападала је Требиње и равномерно узвраћала за Радославове нападе на дубровачку територију — рушили су куће, палили летину, секли дрвеће и сл. Султанов субаша стигао је прво код Радослава, а затим и у Дубровник, са намером да извиди ствар. Радослав је тврдио да је Дубровчанима дао земљу у налог и те тврдње је поткрепљивао фалсификованим документима. Дубровчанима није било тешко да оригиналима повеља докажу своја права. Султан је наредио да се Конавли врате Дубровнику, а Република је поставила и питање ратне штете тражећи суму од 60.000 дуката. На име ратне штете добили су Требиње, Врм и тврђаву Клобук. Радослав се супротставио овој одлуци и привукао је на своју страну и Твртка. Уз помоћ новца издејствовали су на Порти промену одлука. Успостављено је стање од пре рата. Дубровчани су добили Конавле, али без ратне одштете.

## Сукоби око босанског престола
Сукоб између босанског краља Твртка и српског деспота Ђурђа Бранковића избио је 1432. године као наставак рата између Твртка и Вукашина из породице Златоносовића. Српски деспот односи победу у рату и заузима Зворник и Теочак. Сребреница је одбрањена. На страни деспота био је Сандаљ Хранић. Радослав је најпре био на страни Твртка, али је касније прешао победничкој страни. Твртко је имао проблема у самој Босни. Појавио се претендент на престо кога је довео Радослав. Изгледа да је то иста личност коју је бургундски витез Бертрандон де ла Брокијер срео на Порти и коју помиње у свом путопису. Реч је о Радивоју Остојићу, сину бившег краља Остоје. У Босну је дошао 1433. године, подржан од Сандаља Хранића, Радослава Павловића и деспота Ђурђа Бранковића. Твртко се повукао у Угарску где је остао пуне две године. Тиме је коначно напустио своју политику сарадње са обласним господарима. Твртка је на престо вратио угарски краљ Жигмунд 1434. године. Угарска војска ратовала је против Турака, а Ђурађ Војсалић против Сандаља Хранића. Хрвојев синовац успео је да Твртку врати власт.
Преокрет у Босни изазвала је смрт Сандаља Хранића 15. марта 1435. године. Угарски краљ настојао је да ојача власт свога вазала Твртка и да Угарској припоји Хум на кога су угарски краљеви полагали право још од времена владавине краља Лајоша (1342-1382). Хум је био значајан због Дријевског трга. Матија Таловец је по наређењу Жигмунда напао Хумску земљу. Придружили су му се и Радивојевићи. Радослав Павловић такође је био непријатељ Сандаљевог наследника. Пошто су Сандаљева браћа, Вук и Вукац Хранићи, помрли још за његова живота, војводу је наследио најстарији синовац Стефан Вукчић Косача који је још раније одређен за наследника. Стефан је нападнут са свих страна. Изгубио је најпре трг Дријева где се учврстио Ђурађ Војсалић. Он је средином 1435. године позвао у помоћ Турке. Одред од 1500 турских коњаника стигао је почетком јула у Босну. Угари су истерани из Хума, а територије Радослава Павловића су опљачкане. Такође, Стефан Вукчић је пружио подршку наследнику Иваниша Нелипчића, његовом зету Ивану Франкопану.
Након Иванишеве смрти, Жигмунд је затражио Омиш за себе и послао против Ивана бана Матију Таловца. Стефан је 1436. године лично дошао у помоћ своме савезнику. Стефан је 1436. године заувек отклонио угарски притисак на Хум. Крајем исте године Стефан је средио односе са угарским краљем. У исто време он се измирио и са Твртком. Дубровчани су га такође прихватили за Сандаљевог наследника, као и Млетачка република. Најупорнији противник Стефана био је Радослав Павловић. Он је крајем 1437. године изгубио наклоност Турака те је Стефан добио наређење Мурата II да заузме Требиње. Стефан је Требиње освојио, а запосео је и Јелеч у Подрињу. У Врму је опсео тврђаву Клобук. Међутим, Радослав је за кратко време повратио наклоност Порте и навукао их против Стефана. Турци су 1439. године провалили у Босну и приморали Стефана да Радославу врати Требиње и остале територије које је освојио. Радослав се поново оженио Стефановом сестром Теодором и између Павловића и Косача склопљен је мир.

## Последње године и смрт
Почетком 1440. године Радослав Павловић дуговао је султану велику суму новца због које је овај доделио Требиње и Врм Стефану под условом да Стефан исплати Радослављев дуг. Марта 1440. године Стефан је заузео Требиње. Избија рат, а Радослав и Стефан се парниче пред Портом. Радослав Павловић је умро крајем марта 1441. године. Наследио га је најстарији син Иваниш Павловић уместо кога су као регенти владали Радослављева удовица и сестра. Павловићи одмах након Радославове смрти губе последњи посед на југу — Клобук.

## Порекло и породица
Радослав Павловић је био други син кнеза Павла Раденовића који је поред њега имао још једног сина:
- Петра (1415—1420), кнез и војвода

Био је ожењен Теодором, ћерком Вукца Хранића из породице Косача (братаница Сандаља Хранића и сестра Стефана Вукчића Косаче) са којом је имао три сина која су га наследила:
- Иваниш Павловић (1441—1450), војвода
- Петар II Павловић (1450—1463), војвода
- Никола Павловић (1450 — 1463), кнез

## Породично стабло
|  |                   |  |  |  |  |  |  |  |  |  |  |  |  |  |  |  |
|  | Јаблан            |  |  |  |  |  |  |  |  |  |  |  |  |  |  |  |
|  |                   |  |  |  |  |  |  |  |  |  |  |  |  |  |  |  |
|  |                   |  |  |  |  |  |  |  |  |  |  |  |  |  |  |  |
|  | Раден Јабланић    |  |  |  |  |  |  |  |  |  |  |  |  |  |  |  |
|  |                   |  |  |  |  |  |  |  |  |  |  |  |  |  |  |  |
|  |                   |  |  |  |  |  |  |  |  |  |  |  |  |  |  |  |
|  | Павле Раденовић   |  |  |  |  |  |  |  |  |  |  |  |  |  |  |  |
|  |                   |  |  |  |  |  |  |  |  |  |  |  |  |  |  |  |
|  |                   |  |  |  |  |  |  |  |  |  |  |  |  |  |  |  |
|  | Радослав Павловић |  |  |  |  |  |  |  |  |  |  |  |  |  |  |  |
|  |                   |  |  |  |  |  |  |  |  |  |  |  |  |  |  |  |
|  |                   |  |  |  |  |  |  |  |  |  |  |  |  |  |  |  |